# Berzovia

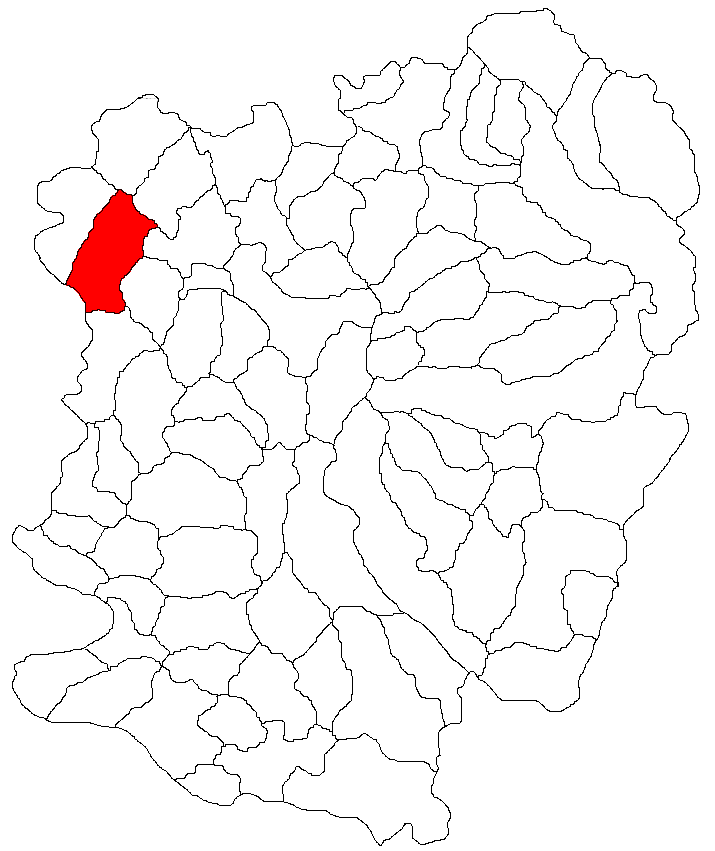
Lage der Gemeinde Berzovia im Kreis Caraș-Severin

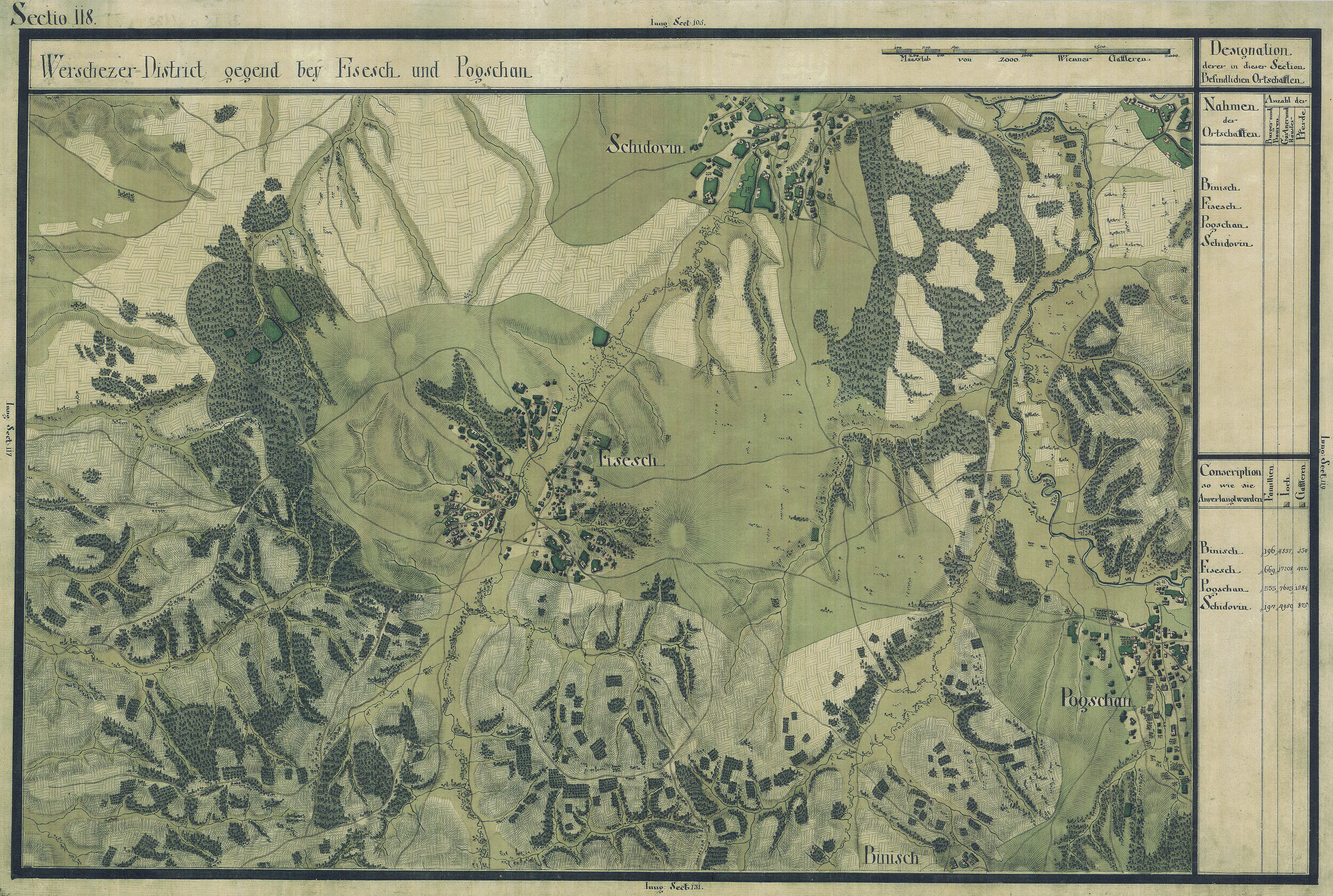
Berzovia auf der Josephinischen Landaufnahme

Berzovia (veraltet Jidovin; deutsch Schidovin, ungarisch Zsidovin) ist eine Gemeinde im Kreis Caraș-Severin, in der Region Banat, im Südwesten Rumäniens. Zu der Gemeinde Berzovia gehören auch die Dörfer Fizeș und Gherteniș.

## Geografische Lage
Berzovia liegt im Westen des Kreises Caraş-Severin, an der Nationalstraße DN58B, die Timișoara mit Bocșa und Gătaia verbindet. Berzovia befindet sich in 29 km Entfernung zu Reșița und 74 km zu Timișoara.

## Nachbarorte
| Șoșdea    | Ersig                                       | Valeapai |
| Gherteniș | Kompassrose, die auf Nachbargemeinden zeigt | Ramna    |
| Măureni   | Fizeș                                       | Bocșa    |

## Geschichte
Vor- und frühgeschichtliche Befunde und Funde auf dem Gemeindegebiet weisen die menschliche Anwesenheit schon in der Bronze- und Eisenzeit nach. So wurden zwei bronzezeitliche Siedlungen in Fizeș und Gherteniş entdeckt. Aus der Hallstattzeit ist unter anderem ein Hortfund aus Fizeș bekannt. Latènezeitliche Spuren unter dem späteren römischen Kastell lassen eine dakische Besiedlung in der späten Eisenzeit vermuten. Sie muss auch schon von daher existiert haben, als Trajan selber in seinem verlorengegangenen Werk Dacica, das von den Dakischen Kriegen handelte, Berzovia mit den Worten inde Berzobim, deinde Aizi processimus (i. S. v. „nachdem wir nach Berzobis vorgerückt waren, rückten wir auf Aizis vor“) erwähnte. Die Römer errichteten des Kastell Berzovia, das bis etwa zum Jahr 138 Standort der Legio IIII Flavia Felix blieb. Anschließend wurde das offen gelassene Kastell und seine es umgebenden Canabae zu zivilen Siedlungszwecken genutzt. In der Tabula Peutingeriana wurde der Ort als Bersobis bezeichnet.
Im Mittelalter wird Berzovia erstmals 1390 als Bodugazunfolwa urkundlich erwähnt. In den Aufzeichnungen des Gelehrten Luigi Ferdinando Marsigli heißt die Siedlung Sidovin. Auf der Karte der Josephinischen Landaufnahme von 1717 ist Schidovin eingetragen. Nach dem Frieden von Passarowitz (1718) war das Dorf Teil der Habsburger Krondomäne Temescher Banat. Im Rahmen der Neuorganisation von Siedlungsstrukturen des Banats durch die Habsburger Monarchie wurde das alte rumänische Dorf Jidovin im 18. Jahrhundert an den heutigen Standort Berzovia umgesiedelt. 1808 trifft man die Schreibweisen Zsidovin und Xidovin und 1808 Jidovin an.  1851 erscheint Berzovia in den Zeitdokumenten.
1909 wurde die Bahnstrecke Oravița–Bocșa Montană–Reșița auf einer Länge von 59 Kilometern in Betrieb genommen.
Der Vertrag von Trianon am 4. Juni 1920 hatte die Dreiteilung des Banats zur Folge, wodurch Berzovia an das Königreich Rumänien fiel.

## Bevölkerungsentwicklung
| 1880 | 4839 | 3812 | 282 | 251 | 494                        |
| 1910 | 5449 | 4050 | 551 | 322 | 526                        |
| 1930 | 4906 | 3613 | 482 | 322 | 489                        |
| 1977 | 5108 | 4140 | 385 | 105 | 478                        |
| 2002 | 4165 | 3429 | 178 | 84  | 474                        |
| 2011 | 3891 | 3111 | 70  | 17  | 693 (322 Roma 66 Slowaken) |
| 2021 | 3247 | 2546 | 43  | 9   | 649 (342 Roma)             |